# دانشگاه وست‌مینستر
دانشگاه وست‌مینستر یکی از دانشگاه‌های کشور انگلستان است که در لندن قرار دارد و در سال ۱۸۳۸ تأسیس شده است.